# Cheto (distrito)
Cheto é um distrito peruano localizado na Província de Chachapoyas, departamento Amazonas. Sua capital é a cidade de Cheto.

## Transporte
O distrito de Cheto não é servido pelo sistema de estradas terrestres do Peru.